# Rubia cordifolia
Rubia cordifolia är en måreväxtart som beskrevs av Carl von Linné. Rubia cordifolia ingår i släktet krappar, och familjen måreväxter.

## Underarter
Arten delas in i följande underarter:
- R. c. conotricha
- R. c. cordifolia